# Hans Moser
Hans Moser (Oberdiessbach, 19 de janeiro de 1901 - Thun, 18 de novembro de 1974) foi um adestrador suíço, campeão olímpico. 

## Carreira
Hans Moser representou seu país nos Jogos Olímpicos de 1936 e 1948, na qual conquistou a medalha de ouro no adestramento individual, em 1948. 